# Jeziorko (województwo świętokrzyskie)
Jeziorko – wieś w Polsce położona w województwie świętokrzyskim, w powiecie kieleckim, w gminie Nowa Słupia, przy DW751.
1 maja 1943 dowodzona przez Alberta Schustera żandarmeria niemiecka z Nowej Słupi spacyfikowała wioskę. W czasie pacyfikacji żandarmi zamordowali 11 mężczyzn. 
W latach 1975–1998 miejscowość administracyjnie należała do województwa kieleckiego.
Na północ od wsi przepływa rzeka Pokrzywianka.
Przez wieś przechodzi  czerwony szlak rowerowy z Cedzyny do Nowej Słupi.